# .307 Winchester
La cartouche .307 Winchester a été introduite par Winchester en 1982 pour répondre à la demande de performances .300 Savage dans un fusil à levier équipé d'un chargeur tubulaire. Il est presque identique à la cartouche Winchester .308 plus courante, les seules différences étant une base à rebord et des parois de boîtier plus épaisses.

## Aperçu
Le fusil Winchester Big Bore Model 94 Angle Eject est le seul fusil produit pour tirer la cartouche, bien que le concurrent Marlin Firearms crée des prototypes de fusils modèle 336 chambrés en .307 Win. Il est encore chargé commercialement aujourd'hui, mais beaucoup le chargent à la main pour obtenir de meilleures performances et une meilleure précision. En raison de problèmes de sécurité dus au chargeur tubulaire du fusil, des balles à tête plates sont utilisées. 

## Caractéristiques
Balle Super-X Power Point de 180 gr (12 g). Coefficient balistique : 0,251

## Dimensions

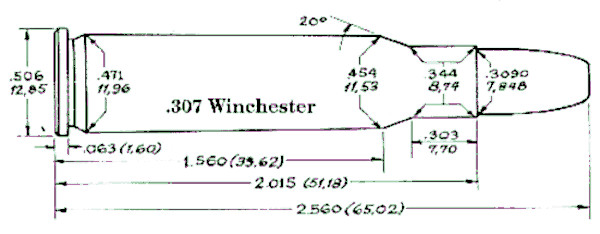

## Variante de la cartouche
Le .307 Winchester est le boîtier parent du .356 Winchester.
C'est également une variante du 7 mm STE (Shooting Times Eastern).